# Роџер Зелазни
Роџер Зелазни (енгл. Roger Zelazny; Кливленд, 13. мај 1937. — Санта Фе, 14. јун 1995) био је амерички писац епске и научне фантастике.

## Кратка биографија
Роџер Зелазни је рођен у Кливленду, Охајо. Као професионалан писац почео је радити 1969. године. Један је од зачетника америчког новог таласа научке фантастике. Почео је објављивати приче у часопису „Амејзинг Сториз“ (енгл. Amazing Stories) 1962, исте године када је магистрирао енглески језик на Колумбија универзитету. Током наредних пет година развио се у запаженог писца, објављујући понекад и под псеудонимом Харисон Денмарк.
Већ 1965. добио је награду „Небула“. Следи прва награда Хуго 1966. године за роман „Овај бесмртник“, те поновно награда Хуго 1968. за роман „Господар Светлости“ (објављен први пут 1967. године), по многима његово најбоље дело. Године 1969. излази роман „Алеја проклетства“, по којм је 1977. и снимљен истоимени филм. Током 70-их све се више окреће писању фантастике (Амберске хронике), премда никада не напушта научну фантастику те за краће новеле и приче добија награде Хуго и Небула 1976. затим Хуго 1982, 1986. и 1987. Умро је 1995. године у 58. години живота.
Зелазни је често у својим причама приказивао митолошке ликове у модерном свету, као што је кинеска митологија у Лорд Демону, египатска митологија у Створењима светлости и таме, такође елементи из нордијске, јапанске и ирске митологије се појављују у Хроникама Амбера.
Две личне карактеристике које су утицале на његову фикцију биле су његова стручност у борилачким вештинама и зависност од дувана. Зелазни је постао стручњак за мачевање на колеџу и тако је започео доживотно учење неколико различитих борилачких вештина, укључујући џудо, аикидо (који је касније и предавао, пошто је стекао црни појас) и таи чи. Заузврат, многи од његових ликова вешто и са знањем користе сличне вештине у романима. Зелазни је такође био страствени пушач цигарета и лула (све док није престао раних 1980-их), толико да је многе од својих протагониста учинио тешким пушачима. Међутим, одустао је од цигарета како би побољшао своју кардиоваскуларну способност за борилачке вештине; када је престао, и ликови његових каснијих романа и кратких прича престали су да пуше.